# Microgaster pictipes
Microgaster pictipes är en stekelart som beskrevs av Marshall 1898. Microgaster pictipes ingår i släktet Microgaster och familjen bracksteklar. Inga underarter finns listade i Catalogue of Life.